# Matts Eriksson (guldsmed)
Matts Eriksson var en guldsmed i Stockholm i slutet av 1500-talet och början av 1600-talet.
Matts Eriksson omtalas första gången 1595 och var då redan guldsmedsmästare i Stockholm. År 1601 var han ålderman i guldsmedsämbetet; han var 1624 död. Hans initialer och bomärke finns på Stockholms guldsmedsämbetes boraxfass från 1590-talet. Bland hans arbeten finns två silverskedar på Nordiska museet och en silversked i Zornsamlingarna i Mora. Han utförde 1611 gravyr och förgyllning på högra armen och handsken till Karl IX:s begravningsrustning i Strängnäs domkyrka.